# Senatswahl in Tschechien 2008
Bei der Senatswahl in Tschechien 2008 wurde ein Drittel des Senats des Parlaments der Tschechischen Republik neu gewählt. Der erste Wahlgang fand am 17. und 18. Oktober 2008 statt, der zweite am 24. und 25. Oktober 2008.

## Wahlverfahren
Alle zwei Jahre werden ein Drittel der 81 Senatssitze (27 Sitze) für sechs Jahre neu besetzt. Dabei standen 2008 die Sitze der Wahlkreise 3, 6, 9, …, 81 zur Wahl. Der Senat wird in Einerwahlkreisen per Mehrheitswahl gewählt. Erhält keiner der Kandidaten eine absolute Mehrheit der Stimmen im ersten Wahlgang, findet eine Stichwahl zwischen den beiden bestplatzierten Kandidaten statt.

## Ergebnisse

### Zusammenfassung
Die Senatswahl 2008 resultierte in einem Erdrutschsieg der oppositionellen Tschechischen Sozialdemokratischen Partei (ČSSD). Die Sozialdemokraten gewannen 23 der 27 zur Wahl stehenden Sitze und konnten sich so um 17 Sitze steigern. Die Demokratische Bürgerpartei (ODS) von Ministerpräsident Mirek Topolánek konnte sich lediglich die drei Prager Wahlbezirke sichern und verlor ihre absolute Mehrheit im Senat.
Die Kommunistische Partei Böhmens und Mährens gewann einen Sitz, während die KDU-ČSL leer ausging und drei Sitze einbüßte. Kleinparteien und Parteilose spielten im Vergleich zu früheren Wahlen kaum eine Rolle.
- KSČM: 3
- ČSSD: 29
- Sonst.: 3
- SZ: 1
- SNK: 1
- NSK: 1
- US: 1
- KDU: 7
- ODS: 35

| Partei | Partei                                                                  | Erster Wahlgang | Erster Wahlgang | Zweiter Wahlgang | Zweiter Wahlgang | Sitze ohne Neuwahl | Sitze insgesamt | ±   |
| Partei | Partei                                                                  | Stimmen (in %)  | Sitze           | Stimmen (in %)   | Sitze            | Sitze ohne Neuwahl | Sitze insgesamt | ±   |
| ------ | ----------------------------------------------------------------------- | --------------- | --------------- | ---------------- | ---------------- | ------------------ | --------------- | --- |
|        | Česká strana sociálně demokratická (ČSSD)                               | 33,20           | 1               | 55,92            | 22               | 6                  | 29              | +17 |
|        | Občanská demokratická strana (ODS)                                      | 24,14           | 0               | 32,44            | 3                | 32                 | 35              | −6  |
|        | Komunistická strana Čech a Moravy (KSČM)                                | 14,05           | 0               | 2,54             | 1                | 2                  | 3               | +1  |
|        | Křesťanská a demokratická unie – Československá strana lidová (KDU-ČSL) | 7,99            | 0               | 5,13             | 0                | 7                  | 7               | −3  |
|        | Strana zelených (Zelení)                                                | 3,99            | 0               |                  |                  | 1                  | 1               | ±0  |
|        | Sdružení nezávislých kandidátů – Evropští demokraté (SNK-ED)            | 3,82            | 0               | 3,04             | 0                | 1                  | 1               | −2  |
|        | Strana pro otevřenou společnost (SOS)                                   | 1,42            | 0               |                  |                  | 1                  | 1               | ±0  |
|        | Unie svobody – Demokratická unie (US-DEU)                               | 1,15            | 0               |                  |                  | 1                  | 1               | −1  |
|        | Nezávislí starostové pro kraj (NSK)                                     | 0,75            | 0               |                  |                  | 1                  | 1               | ±0  |
|        | Nezávislí (NEZ)                                                         | 0,58            | 0               |                  |                  | 1                  | 1               | −1  |
|        | Spojení demokraté – Sdružení nezávislých (SD-SN)                        |                 |                 |                  |                  | 1                  | 1               | ±0  |
|        | Unabhängige                                                             | 1,48            | 0               | 0,94             | 0                | 0                  | 0               | −2  |
|        | Sonstige Parteien                                                       | 7,43            | 0               | 3,02             | 0                | 0                  | 0               | −3  |
| Total  | Total                                                                   | 100,00          | 1               | 100,00           | 26               | 54                 | 81              | ±0  |

### Wahlkreisergebnisse

Wahlkreisgewinner nach Parteizugehörigkeit

|  | Česká strana sociálně demokratická Občanská demokratická strana Komunistická strana Čech a Moravy Křesťanská a demokratická unie – Československá strana lidová Nezávislí starostové pro kraj Sdružení nezávislých kandidátů – Evropští demokraté Unie svobody – Demokratická unie Spojení demokraté – Sdružení nezávislých Strana zelených Sonstige Parteien / Parteilose |

| Wahlkreis                | Wahlkreissieger | Wahlkreissieger | Wahlkreissieger    | Gegner (Stichwahl) | Gegner (Stichwahl) | Gegner (Stichwahl)    | % der Stimmen (Stichwahl) |
| Wahlkreis                | Partei          | Partei          | Name               | Partei             | Partei             | Name                  | % der Stimmen (Stichwahl) |
| ------------------------ | --------------- | --------------- | ------------------ | ------------------ | ------------------ | --------------------- | ------------------------- |
| 3 – Cheb                 |                 | ČSSD            | Miroslav Nenutil   |                    | parteilos          | Ivo Mlátilík          | 67,36                     |
| 6 – Louny                |                 | ČSSD            | Marcel Chládek     |                    | ODS                | Jan Kerner            | 66,56                     |
| 9 – Plzeň-město          |                 | ČSSD            | Jiří Bis           |                    | ODS                | Zdeněk Rokyta         | 52,97                     |
| 12 – Strakonice          |                 | ČSSD            | Miroslav Krejča    |                    | KDU-ČSL            | Josef Kalbáč b        | 51,77                     |
| 15 – Pelhřimov           |                 | ČSSD            | Milan Štěch a      |                    | ODS                | Stanislav Bernard     | 60,26                     |
| 18 – Příbram             |                 | ČSSD            | Josef Řihák        |                    | ODS                | Jaromír Volný a       | 62,57                     |
| 21 – Prag 5              |                 | ODS             | Miroslav Škaloud a |                    | ČSSD               | Jiří Witzany          | 54,01                     |
| 24 – Prag 9              |                 | ODS             | Tomáš Kladívko     |                    | ČSSD               | Jiří Koskuba          | 54,05                     |
| 27 – Prag 1              |                 | ODS             | Zdeněk Schwarz     |                    | ČSSD               | Blanka Haindlová      | 60,21                     |
| 30 – Kladno              |                 | ČSSD            | Jiří Dienstbier    |                    | ODS                | Dan Jiránek           | 56,14                     |
| 33 – Děčín               |                 | ČSSD            | Jaroslav Sykáček   |                    | ODS                | Vladislav Raška       | 61,65                     |
| 36 – Česká Lípa          |                 | ČSSD            | Karel Kapoun       |                    | ODS                | Petr Skokan           | 59,53                     |
| 39 – Trutnov             |                 | ČSSD            | Pavel Trpák        |                    | ODS                | Ivan Adamec a         | 52,86                     |
| 42 – Kolín               |                 | ČSSD            | Pavel Lebeda       |                    | ODS                | Jiří Buřič            | 59,96                     |
| 45 – Hradec Králové      |                 | ČSSD            | Vladimír Dryml     |                    | ODS                | Leoš Heger            | 53,66                     |
| 48 – Rychnov nad Kněžnou |                 | ČSSD            | Miroslav Antl      |                    | SNK-ED             | Václava Domšová a     | 59,60                     |
| 51 – Žďár nad Sázavou    |                 | ČSSD            | Dagmar Zvěřinová   |                    | SNK-ED             | Josef Novotný a       | 59,31                     |
| 54 – Znojmo              |                 | KSČM            | Marta Bayerová     |                    | ODS                | Petr Nezveda          | 69,24                     |
| 57 – Vyškov              |                 | ČSSD            | Ivo Bárek a        |                    | KDU-ČSL            | Václav Horák          | 61,09                     |
| 60 – Brno-město          |                 | ČSSD            | Miloš Janeček      |                    | ODS                | Petr Duchoň           | 58,20                     |
| 63 – Přerov              |                 | ČSSD            | Jiří Lajtoch c     |                    | ODS                | Eduard Sohlich        | 61,06                     |
| 66 – Olomouc             |                 | ČSSD            | Karel Korytář d    |                    | ODS                | Vítězslav Vavroušek a | 68,28                     |
| 69 – Frýdek-Místek       |                 | ČSSD            | Eva Richtrová      |                    | ODS                | František Kopecký a   | 68,22                     |
| 72 – Ostrava-město       |                 | ČSSD            | Petr Guziana       |                    | ODS                | Václav Roubíček       | 64,97                     |
| 75 – Karviná             |                 | ČSSD            | Radek Sušil        |                    |                    |                       | 53,34 (1. Wahlgang)       |
| 78 – Zlín                |                 | ČSSD            | Alena Gajdůšková a |                    | ODS                | Miroslav Šindlář      | 63,67                     |
| 81 – Uherské Hradiště    |                 | ČSSD            | Hana Doupovcová    |                    | KDU-ČSL            | Josef Vaculík a       | 50,99                     |